# 山本常朝
山本常朝（日语：／ Yamamoto Tsunetomo，1659年7月30日—1719年11月21日），是日本江戶時代的武士、《葉隱》的作者（口述者）。通稱神右衛門、俳號為古丸。

## 簡歷
1659年（萬治2年）生於佐賀城下片田江橫小路（現佐賀市水水江二丁目），為當時已屆七旬的佐賀藩士山本神右衛門重澄之次子。母為前田作左衛門之女。生而體弱，常認為自己「水氣不足」、「陰乾的那樣」。初名松龜。幼時，父親經常教誨他「長成大剛者，才必有高用」、「假笑，就會成為不敢正視對手的卑怯者」、「無論如何都要成為剛者」、「武士無食，也要剔牙」、「修補裙襬可粗心大意」等等作為一個武士的思想操守。父親剛強的性格的對武士操守的堅持，對日後的常朝產生了很大影響。不過，父親做的就只有對他如是說教，日常的教育則由其內侄們負責。9歲時，因為父親的照顧，成為鍋島光茂（佐賀藩第二代藩主）的侍童，以後一直忠心地侍奉藩主長達33年。
11歲時，父親以81歲的高齡辭世。14歲時被任命為光茂的「小姓役」，即時藩主身邊侍奉的童子，同時改名為市十郎。延寶6年（1678年）20歲時，又改名為權之丞，開始從事以御傍役之身分擔任「御書物役」。
不過，權之丞一直都沒有得到光茂的重用，意味着「武士夢」碎，也被免去了不錯的「御書物役」的職位。失意之際，他遇到了影響他思想的老師——湛然和尚。他前往位於佐賀郡松瀨的華藏庵拜訪了湛然。湛然曾任鍋島家高雲寺的第十一任住持，因村了和尚被判斬首，湛然求赦無果而移居松瀨。權之丞向他學習了佛道，他並於21歲由湛然和尚按照佛法進行了「血脈」（師父為弟子進行法燈禮儀）和「下炬念誦」（即生前葬儀之儀式）兩個禮儀，並為他起了旭山常朝的法號。湛然認為，人生最重要有4條，包括「武士道」、「忠於主君」、「孝順雙親」和「慈悲之心」。向他學習佛道的權之丞深受涵養。其中，《葉隱》之中強調的慈悲心就源於這時期的修行。
之後，權之丞拜訪了在下田（現佐賀縣大和町）松梅村閑居的石田一鼎。石田是神道、儒學、佛道的學者。他與湛然一樣，特別強調「忠於主君」（和儒家思想中「忠君」的倫理一樣），並以儒學的剛強陶冶了當時的權之丞。這對日後《葉隱》一書的內容也有很深的影響。
天和2年(1682年)6月，時年24歲的他與山村六太夫成次的女兒結婚，同年11月擔任御書物役。28歲時，在江戶被任命為書寫物奉行以及京都御用之職。33歲回到佐賀藩之時，再次被任命為御書物役，同時承襲了父親「神右衛門」之名。
5年後，即元祿9年（1696年），常朝氶被任命為「京都役」。此時他為了醉心於和歌的光茂取得《古今傳授》一書，乃解釋和傳授古今和歌集的秘傳，而出外奔走。取得《古今傳授》一書之路並不易走，但常朝終於於元祿13年（1700年）取得了它。隱居後因重病臥床度日的光茂對此感到又驚又喜，自此對常朝大為賞識。

## 隱居及晚年
同年5月16日，時年69歲的光茂逝世。這使正值42歲，已服待光茂超過30年，並對其許下「這家我一人能承擔」的承諾的常朝感到十分傷痛。由於當時不許剖腹殉死，傷感的常朝決定出家。3日後，即5月19日，他在高傳寺由了意和尚正式受戒和剃髮。然後，7月初旬在佐賀城以北10公里的山地来迎寺村（現佐賀市金立町）黑土原的庵室「朝陽軒」中展開了隱居生涯。
一直都仰慕常朝的田代陣基終於在10年後(寶永7年（1710年）見到了他。二人交談甚深，而田代就將常朝就武士和當時社會的口述觀點的筆記集結成書，以「葉隱」為名，並於享保元年（1716年）9月10日完成了共11卷的《葉隱聞書》。鑑於口述筆記緣故，《葉隱聞書》夾雜大量古代日語及口語，使翻譯工作變得相當困難)。
其後，朝陽軒成為了宗壽庵，供養著光茂；加上考慮到要為自己選定墓地，正德3年（1713年），常朝移居至黑土原以西約11公里的大小隈（現佐賀市大和町礫石）的一個庵。翌年5月，他為川久保領主神代主膳（光茂七男、後來佐藩五代藩主鍋島宗茂）開始撰寫有關藩主之心得《書置》，於5年後呈上。
隱居深山已達20年的常朝終於在享保4年（1719年）10月10日逝世，終年61歲。墓地位於八戶龍雲寺。年幼時，曾有醫治他的醫師指他活不過20歲。

## 史料
出家後的常朝將有關父親重澄和祖父中野神右衛門清明的生平細節製作成一本詳細的年譜，也在自己死前2星期完成了有關自己的一本詳盡的年譜。該本「年譜」已於日本葉隱研究會的刊物《葉隱研究》第2期刊登。